# 湖山禎崇
湖山 禎崇（こやま よしたか）は、日本のアニメーション演出家、アニメーション監督。あにまる屋（現・エクラアニマル）に動画マンとして入社。その後演出家に転向し、数々の作品で活動する。監督代表作は、『ケロケロちゃいむ』『のらみみ』『はんだくん』。妻は美術監督の湖山真奈美。
監督作の『入院ボッキ物語　おだいじに!』は庵野秀明や中澤一登が絶賛した。頭にタオルを巻いた姿がトレードマークで、『マイアミ☆ガンズ』のDVD発売イベントでは、イベント中に頭に巻いていたタオルがプレゼントコーナーの商品になった。水島努に重用されており、『SHIROBAKO』では湖山をモデルにした演出家がモブキャラクターとして登場する。

## 主な参加作品

### テレビアニメ
1985年
- ハイスクール!奇面組（1985年 - 1987年、絵コンテ）

1987年
- ついでにとんちんかん（1987年 - 1988年、絵コンテ・演出）

1988年
- それいけ!アンパンマン（1988年 - 、絵コンテ・演出）
- ドラえもん（絵コンテ）
- 名門!第三野球部（1988年 - 1989年、絵コンテ・演出）

1990年
- 八百八町表裏 化粧師（1990年 - 1991年、演出）

1992年
- まぼろしまぼちゃん（絵コンテ・演出）
- ツヨシしっかりしなさい（1992年 - 1994年、絵コンテ・演出）

1994年
- キャプテン翼J（1994年 - 1995年、絵コンテ・演出）

1995年
- ママはぽよぽよザウルスがお好き（絵コンテ・演出）

1996年
- こちら葛飾区亀有公園前派出所（1996年 - 2004年、絵コンテ）

1997年
- エルフを狩るモノたちII（絵コンテ・演出）
- ケロケロちゃいむ（1997年 - 1998年、監督）

1998年
- アンドロイド・アナ MAICO 2010（絵コンテ）
- 頭文字D（絵コンテ）

1999年
- おるちゅばんエビちゅ（絵コンテ・演出）
- KAIKANフレーズ（絵コンテ）
- キョロちゃん（演出）
- 発明BOYカニパン（絵コンテ・演出）
- 時空探偵ゲンシクン（絵コンテ・演出）

2000年
- マイアミ☆ガンズ（監督）
- モンスターファーム〜伝説への道〜（絵コンテ・演出）

2001年
- 魔法戦士リウイ（監督）
- ちっちゃな雪使いシュガー（絵コンテ・演出）

2002年
- 藍より青し（演出）
- 真・女神転生Dチルドレン ライト&ダーク（2002年 - 2003年、絵コンテ・演出）

2003年
- 魁!!クロマティ高校（絵コンテ・演出）
- 魔法遣いに大切なこと（演出）
- 藍より青し〜縁〜（演出）
- R.O.D -THE TV-（2003年 - 2004年、演出）

2004年
- 光と水のダフネ（絵コンテ・演出）
- 陸奥圓明流外伝 修羅の刻（絵コンテ・演出）
- tactics（ - 2005年、絵コンテ・演出）

2005年
- うえきの法則（2005年 - 2006年、絵コンテ）
- エレメンタル ジェレイド（絵コンテ）
- ハチミツとクローバー（演出）
- IGPX（2005年 - 2006年、絵コンテ・演出）

2006年
- 天保異聞 妖奇士（絵コンテ）
- 獣王星（演出）
- xxxHOLiC（絵コンテ・演出）

2007年
- REIDEEN（絵コンテ・演出）
- のだめカンタービレ（絵コンテ・演出）
- 京四郎と永遠の空（絵コンテ）
- 神霊狩/GHOST HOUND（2007年 - 2008年、絵コンテ）

2008年
- のらみみシリーズ（監督）
- ワールド・デストラクション 〜世界撲滅の六人〜（演出）
- ライブオン CARDLIVER 翔（絵コンテ・演出）

2009年
- クプ〜!!まめゴマ!（絵コンテ・演出）

2010年
- とある科学の超電磁砲（絵コンテ・演出）
- 会長はメイド様!（演出）
- Angel Beats!（絵コンテ）
- 探偵オペラ ミルキィホームズ（絵コンテ・演出）
- とある魔術の禁書目録II（演出）

2011年
- よんでますよ、アザゼルさん。（絵コンテ・演出）
- 緋弾のアリア（絵コンテ・演出）
- うさぎドロップ（演出）
- 君と僕。（OP絵コンテ・演出）
- 灼眼のシャナIII -Final-（演出）

2012年
- 探偵オペラ ミルキィホームズ 第2幕（絵コンテ・演出）
- 君と僕。2（OP絵コンテ・演出）
- じょしらく（絵コンテ・演出）
- 神様はじめました（演出・演出補佐）

2013年
- 閃乱カグラ（演出）
- よんでますよ、アザゼルさん。Z（絵コンテ・演出）
- 変態王子と笑わない猫。（絵コンテ・演出）
- ゴールデンタイム（絵コンテ・演出）
- ぎんぎつね（絵コンテ）
- ストライク・ザ・ブラッド（絵コンテ）

2014年
- ナンダカベロニカ（絵コンテ）
- ハイキュー!!（絵コンテ）
- 普通の女子校生が【ろこどる】やってみた。（演出）
- SHIROBAKO（絵コンテ・演出）

2015年
- おまかせ!みらくるキャット団（絵コンテ）
- 遊☆戯☆王ARC-V（演出）
- 下ネタという概念が存在しない退屈な世界（絵コンテ・演出）
- Charlotte（絵コンテ）
- ハイキュー!! セカンドシーズン（絵コンテ・演出）

2016年
- はんだくん（監督）

2017年
- うらら迷路帖（絵コンテ・演出）
- ひとりじめマイヒーロー（演出）
- DYNAMIC CHORD（演出）

2018年
- 新幹線変形ロボ シンカリオン（絵コンテ・演出）
- 叛逆性ミリオンアーサー（絵コンテ）

2019年
- キラキラハッピー★ ひらけ!ここたま（演出）

2020年
- number24（演出）
- ミュークルドリーミー（絵コンテ）
- A3!（演出）

2021年
- 戦闘員、派遣します!（演出）
- NOMAD メガロボクス2（絵コンテ）

2023年
- おかしな転生（絵コンテ・演出）
- ニンジャラ（演出）

2025年
- いずれ最強の錬金術師?（演出）
- 誰ソ彼ホテル（役）（絵コンテ・演出）
- ボールパークでつかまえて!（絵コンテ・演出）
- 9-nine- Ruler’s Crown（演出）

### 劇場アニメ
- ドラえもん のび太の魔界大冒険（1984年、動画）
- トランスフォーマー ザ・ムービー（1986年、原画）
- フイチンさん（2004年、監督）

### OVA
- 緑山高校 甲子園編（1990年、構成・演出）
- 入院ボッキ物語 おだいじに!（1991年、監督・脚本）